# 不丹奴隶制度
不丹在1958年前一直存在奴隶制度，他们的奴隶包括苦力、农奴与奴隶。他们在1958年前实行封建制度，奴隶来源是锡金与阿萨姆居民。
吉格梅·多吉·旺楚克在1952年登基后进行现代化，在1958年完全废止。

## 历史
不丹在历史上实行与西藏农奴制度相似的制度，农民在莊园与寺院土地上耕种。奴隶來自罪犯与战俘，不同年龄与种姓的奴隶价格也不同。
19世纪时他们与西藏、錫金实行奴隶贸易。在英国与不丹接触后逐步废止奴隶制度，在1916年禁止买卖奴隶，改为使用苦力。在1958年完全废止。